# Balachowskyacris cerciata
Balachowskyacris cerciata är en insektsart som beskrevs av Marius Descamps och Christiane Amédégnato 1972. Balachowskyacris cerciata ingår i släktet Balachowskyacris och familjen gräshoppor. Inga underarter finns listade i Catalogue of Life.